# 자율 무인 잠수정

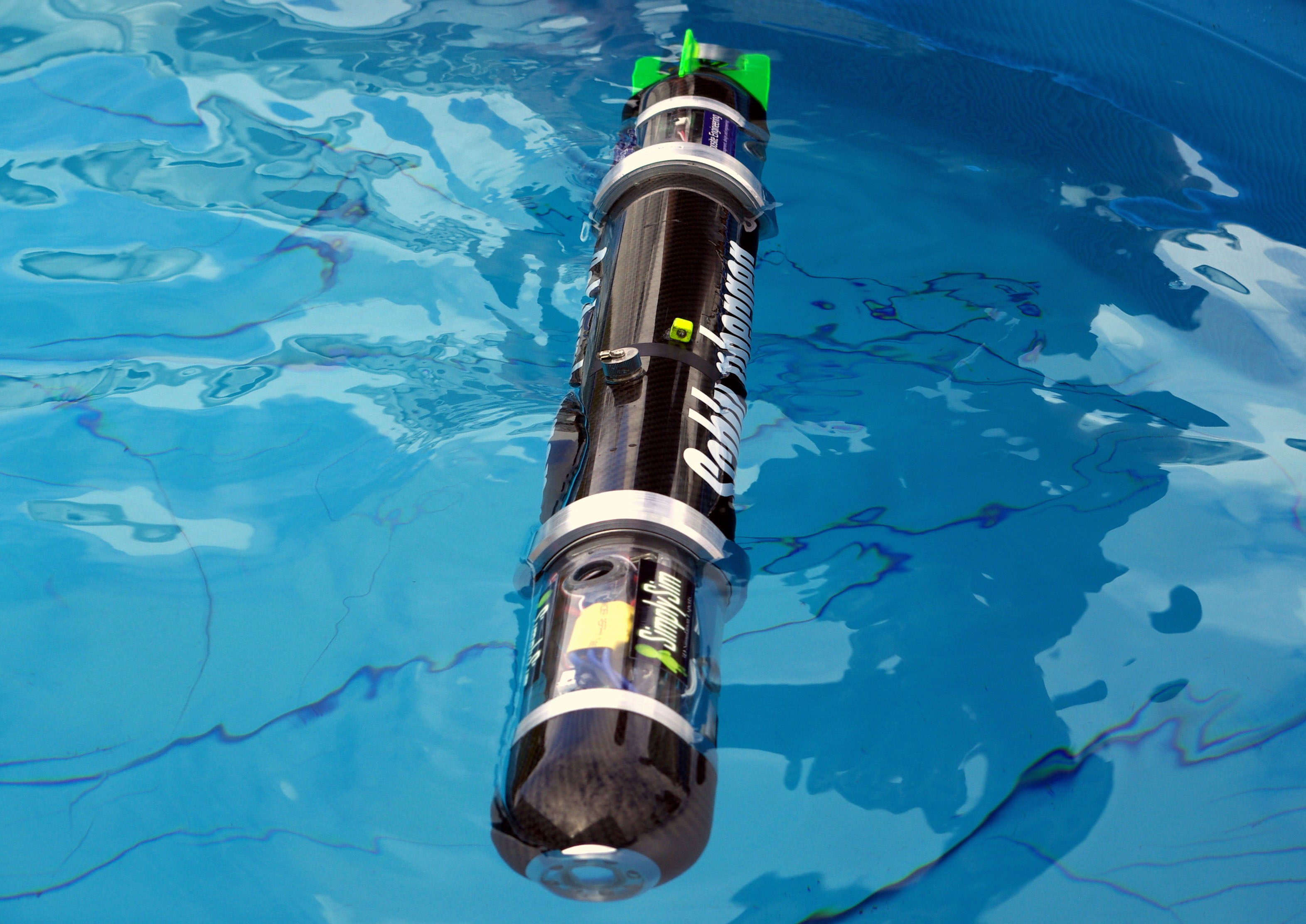
블랙고스트 AUV는 외부 통제 없이 자율적으로 수중 공격 코스를 수행하도록 설계되었다.

자율 무인 잠수정, 자율 수중 차량(autonomous underwater vehicle, AUV), 무인 수중 잠수정은 작업자의 지속적인 입력 없이 수중을 이동하는 로봇이다. AUV는 무인 수중 차량으로 알려진 대규모 수중 시스템 그룹의 일부를 구성한다. 이 분류에는 비자율 원격 작동 수중 차량(ROV)이 포함된다. 이 분류에는 엄빌리컬 또는 원격 제어를 사용하여 작업자/조종사가 표면에서 제어하고 전력을 공급한다. 군사 응용 분야에서 AUV는 무인 수중 차량(unmanned undersea vehicle, UUV)으로 더 자주 언급된다. 수중 글라이더는 AUV의 하위 클래스이다.

## 역사
최초의 AUV는 1957년에 스탠 머피, 밥 프랑소와, 나중에 테리 이워트에 의해 워싱턴 대학교의 응용 물리학 연구소에서 개발되었다. "자체 추진 수중 연구 차량"(SPURV)은 확산, 음향 전송 및 잠수함 항적을 연구하는 데 사용되었다.
다른 초기 AUV는 1970년대 MIT에서 개발되었다. 이들 중 하나는 MIT의 하트 노티컬 갤러리(Hart Nautical Gallery)에 전시되어 있다. 동시에 AUV는 소련에서도 개발되었다(비록 이 사실은 훨씬 나중에야 일반적으로 알려짐).

## 같이 보기
- 생체공학
- 생체모방
- 해군연구청
- 어뢰